# Rosemonde Gérard
Louise-Rose-Étiennette Gérard, conocida como Rosemonde Gérard (5 de abril de 1871 - 8 de julio de 1953), fue una poeta y dramaturga francesa. Reconocida por su obra Les Pepiaux (1892) de cuyos versos Emmanuel Chabrier se inspiró para escribir "Villanelle des petits canards".

## Semblanza

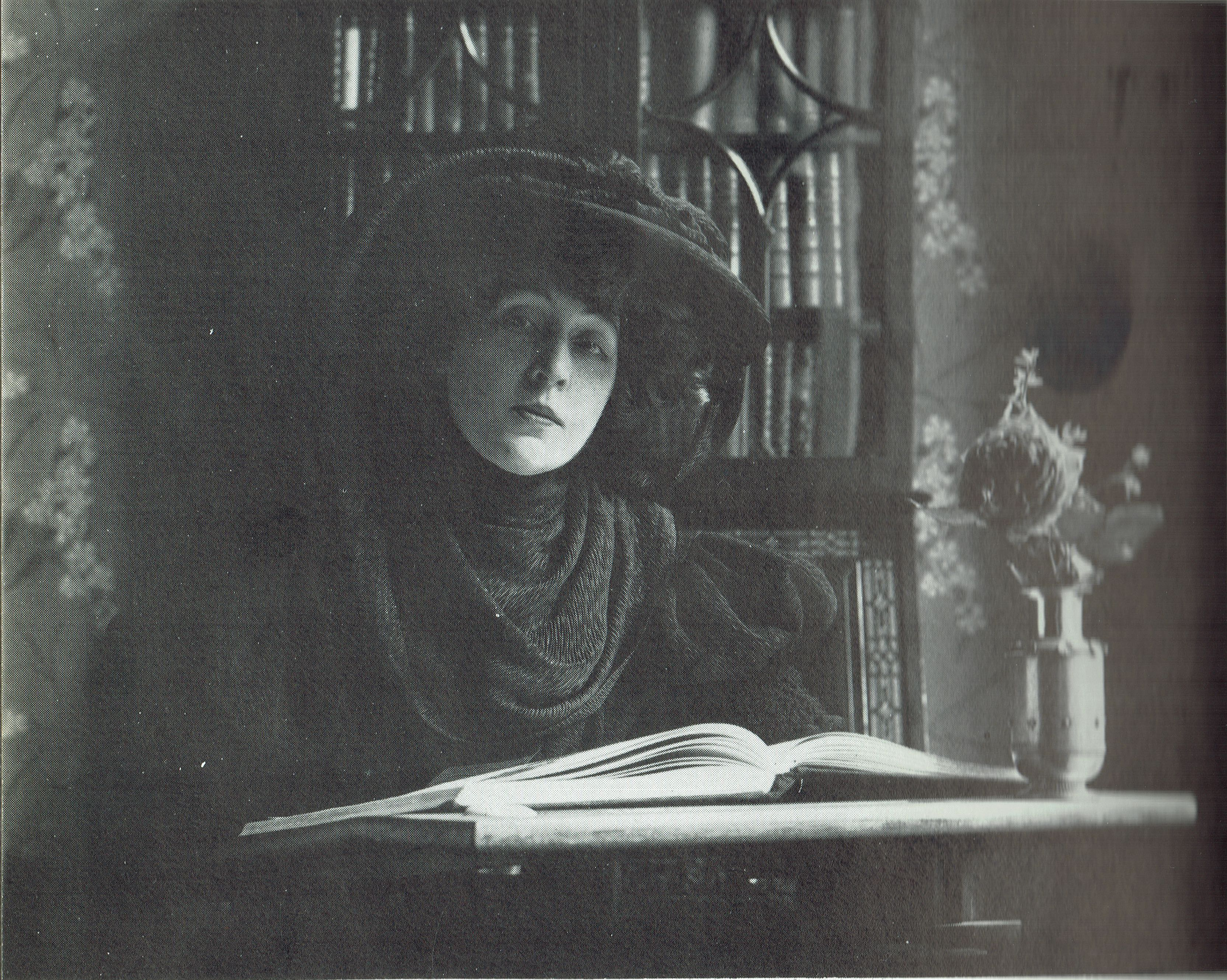
Retrato de Rosemonde Gérard hacia 1900…

Gérard es quizás más conocida como la autora de las líneas:

Car, vois-tu, chaque jour je t’aime davantage,

Aujourd’hui plus qu’hier et bien moins que demain.
Porque, ¿ves?, todos los días te amo más, 

Hoy más que ayer y mucho menos que mañana.

Estos versos están tomados de un poema, conocido como "L'éternelle chanson" ("La canción eterna") o "Les Vieux" ("Los viejos"), que escribió a su esposo Edmond Rostand en 1889. El poema fue publicado en 1890, pero no tuvo un éxito inmediato. 
La frase se convirtió en una expresión de amor cada vez mayor cuando, en 1907 (diecisiete años después de su publicación), un joyero de Lyon, Alphonse Augis, tuvo la idea de hacer un medallón con la parte central del verso grabada en él. Los medallones se hicieron muy populares y llevaron a la producción de otros artículos de joyería decorados de manera similar, como aretes y cajas de fósforos; muchos ejemplos más antiguos incluyen el nombre de Augis. Una variación muy común en el diseño presenta la línea con las palabras "más" y "moins" reemplazados por los signos matemáticos + y -, respectivamente, que se representan con frecuencia con pequeñas piedras preciosas, a menudo en colores contrastantes.
Entre las otras obras de Gérard se encuentra Un bon petit Diable (1913), coescrita con Maurice Rostand. Se convirtió en una película del mismo nombre (traducida al inglés como "A Good Little Devil") en 1914. Mary Pickford actuó tanto en la obra teatral como en la película; más adelante opinó que la película era una de las peores, si no la peor, que había hecho alguna vez. Gérard también subtituló varias películas, entre ellas Alexis Granowsky de Das Lied vom Leben (1931) y la película de Nikolai Ekk, The Road to Life (1931).

## Vida personal
Gérard venía de una familia prominente era nieta de un general de Napoleón, Étienne Maurice Gérard, quien también fue mariscal del Ejército y primer ministro de Francia.
Se casó con Edmond Rostand (autor de la versión teatral de Cyrano de Bergerac) el 8 de abril de 1890.  En este matrimonio tuvieron dos hijos, el poeta y dramaturgo Maurice Rostand (1891-1968) y el biólogo y académico Jean Rostand (1894-1977). Gérard y Maurice Rostand llegarían a frecuentar el círculo intelectual que incluía a Jean-Paul Sartre y Gilbert Martineau.
Se ha dicho que Gérard "sin duda habría sido famosa si la estrella de su marido no hubiera eclipsado a la suya". Después de 35 años de viuda, murió en 1953 y está enterrada en el cementerio de Passy, en París, al igual que su hijo Maurice.

## Obras
- Les Pipeaux  (Los Caramillos), poemas, 1889/90
- Les Vieux , interpretado por Sarah Bernhard en 1903
- Un bon petit Diable  (Un buen pequeño diablo), con Maurice Rostand, 1912
- La Marchande d'allumettes  (El vendedor de velas), con Maurice Rostand (letras) y Tiarko Richepin (música), ópera cómica, 1914
- La Robe d'un soir , 1925
- La Vie amoureuse de Madame de Genlis , 1926
- L'Arc-en-ciel  (El Arcoíris), poemas, 1926
- Recuerdos de Mes: Cyrano de Bergerac , con un diseño de Edmond Rostand, 1927
- Le Féminisme  (Feminismo), con su hijo Maurice Rostand, conferencia, 1930
- La Forêt enchantée  (El bosque encantado), con Maurice Rostand, pieza de teatro, 1931
- Les Papillotes , un acto en verso, 1931
- Féeries  (Hadas), 1933
- Les Masques de l'amour , teatro en verso, 1928
- La Tour Saint-Jacques , teatro en verso, 1928
- Les Papillotes , teatro en verso, 1928
- À quoi rêvent les vieilles filles  (Qué sueñan las niñas mayores), teatro en verso, 1928
- La Tour Saint-Jacques , un acto en verso, 1934
- Edmond Rostand , 1935
- Rien que des chansons  (Nada más que canciones), 1939
- Les Muses françaises  (Las musas francesas), poemas, 1943
- Méditations poétiques et harmonies poétiques de Victor Hugo , soneto, prefacio de Rosemonde Gérard, 1930
- Histoire d'amour et Lettre de rupture , dos canciones de Rosemonde Gérard y Tiarko Richepin, registradas por Jeanne Aubert en 1942